# Youssef El Akchaoui
Youssef El Akchaoui, né le 18 février 1981 à Dordrecht, est un footballeur maroco-néerlandais. Il évoluait au poste de défenseur.

## Carrière

### En club
- 2000-2002 : Excelsior Rotterdam -  Pays-Bas
- 2002-2003 : 1.FC Union Berlin-  Allemagne
- 2003-2006 : ADO La Haye -  Pays-Bas
- 2006-2010 : NEC Nimègue -  Pays-Bas
  - jan. 2010-2010: FC Augsburg -  Allemagne (prêt)
- 2010-2013 : SC Heerenveen -  Pays-Bas
  - jan.-juin 2011 : VVV Venlo -  Pays-Bas (prêt)
  - jan.-juin 2012 : NAC Breda -  Pays-Bas (prêt)
  - jan.-juin 2013 : Excelsior Rotterdam -  Pays-Bas (prêt)
- 2013-2014 : VV Haaglandia -  Pays-Bas

### Sélections en équipe nationale
| Matches internationaux de Youssef El Akchaoui | Matches internationaux de Youssef El Akchaoui | Matches internationaux de Youssef El Akchaoui  | Matches internationaux de Youssef El Akchaoui | Matches internationaux de Youssef El Akchaoui | Matches internationaux de Youssef El Akchaoui | Matches internationaux de Youssef El Akchaoui | Matches internationaux de Youssef El Akchaoui |
| 0                                             | Date                                          | Lieu                                           | Adversaire                                    | Score                                         | Résultats                                     | Compétitions                                  |                                               |
| --------------------------------------------- | --------------------------------------------- | ---------------------------------------------- | --------------------------------------------- | --------------------------------------------- | --------------------------------------------- | --------------------------------------------- | --------------------------------------------- |
| 1                                             | 20 août 2008                                  | Complexe sportif Moulay-Abdallah, Rabat, Maroc | Bénin                                         | —                                             | 3-1                                           | Match amical                                  |                                               |
| 2                                             | 19 novembre 2008                              | Stade Mohammed-V, Casablanca, Maroc            | Zambie                                        | —                                             | 3-0                                           | Match amical                                  |                                               |